# Friedrich Noack
Pour les articles homonymes, voir Noack.
Friedrich Noack (pseudonyme : F. Idus, né le 20 avril 1858 à Giessen et mort le 1er février 1930 à Fribourg-en-Brisgau) est un journaliste, écrivain et historien culturel allemand.

## Biographie
Noack est le deuxième fils du professeur et directeur de bibliothèque à temps partiel Ludwig Noack (de) et sa seconde épouse Karoline Henriette (née Otto). Après avoir suivi des cours particuliers et obtenu son diplôme du lycée Landgrave-Louis (de), il entreprend des études d'histoire, d'allemand et de langues modernes à l'université de Gießen au semestre d'été 1876. Il reçoit son doctorat de Wilhelm Oncken en 1881 avec un traité historique qui a déjà reçu un prix académique en 1878. En octobre 1888, Noack réussit l'examen de l'examen d'enseignement, période pendant laquelle il est candidat dans son ancien lycée depuis avril. En 1886, il écrit une version moderne de Narrenschiff de Sébastien Brant et la publie avec ses propres illustrations. À partir de 1887, il est rédacteur en chef à la direction de la rédaction du journal Krefelder Zeitung. À partir du 1er juillet 1891, il est correspondant de la Kölnische Zeitung (de) à Rome, où il reste jusqu'en 1915.
Pour ses ouvrages sur Deutsche in Rom, il constitue de vastes archives de notes. Sur plus de 18.000 fiches, elles contiennent plus de 11 000 entrées concernant des artistes travaillant à Rome et leurs commanditaires, la plupart du temps en sténographie ancienne, le système Gabelsberger (de), mais aussi des coupures de presse et des extraits d'archives. Aujourd'hui, le matériel est conservé dans les archives de la Bibliotheca Hertziana à Rome et est accessible en ligne. Sur la base de ce matériel, il écrit également de nombreux articles pour l'Allgemeine Lexikon der Bildenden Künstler von der Antike bis zur Gegenwart.
Noack est marié à Ida Müller de Giessen. Karl Friedrich Justus Emil Ludwig Noack (né en 1856) et Friedrich Franz Georg Maria Noack (né en 1861), médecin en chef au sanatorium de Glotterbad en Forêt-Noire, sont ses frères.

## Travaux (sélection)
- Hardenberg und das Geheime Kabinet Friedrich Wilhelms III. vom Potsdamer Vertrag bis zur Schlacht von Jena. Ricker, Gießen 1881 (Dissertation, Universität Gießen, 1881).
- Des alten Sebastian Brand Neues Narrenschiff. Entdeckt und herausgegeben von Dr. F. Idus. Bagel, Düsseldorf 1886.
- Italienisches Skizzenbuch. 3 Teile in 2 Bänden: I. Leben und Treiben im heutigen Rom; II. Kreuz und quer durch Italien; III. Uebers Meer nach den Inseln und Nachbargestaden. Cotta, Stuttgart 1900.
- Deutsches Leben in Rom 1700 bis 1900. Cotta, Stuttgart 1907.
- Das Deutsche Rom. Frank, Rom 1912.
- Das Deutschtum in Rom seit dem Ausgang des Mittelalters. 2 Bände. Deutsche Verlagsanstalt, Stuttgart 1927. (Digitalisat der Bodleian Libraries: Band 1, PDF, 188,9 MB; Band 2, PDF, 140 MB).